# Об'єднання (Інта)
«Об'єднання» — підпільна організація націоналістичного спрямування, що виникла в червні 1956 в м. Інта Комі АРСР з ініціативи колишніх політв'язнів — членів Організації українських націоналістів Ярослава Гасюка та Володимира Леонюка. Її програма, написана В.Леонюком, Б.Христиничем і В.Затварським, проголошувала ідею створення незалежної Української держави, а також містила комплекс організаційної та пропагандистської роботи, спрямованої на піднесення національної самосвідомості українського народу, згуртування національно-патріотичних сил. 1957—59 «Об'єднання», що налічувало 15 осіб, поширило свій вплив на Україну і сформувало мережу кореспондентів для розповсюдження листівок, прокламацій та іншої антирадянської літератури в Кіровоградській, Полтавській, Рівненській, Львівській областях.
У червні 1959 керівники «О.» були заарештовані органами КДБ при РМ СРСР і згодом засуджені до тривалих термінів ув'язнення. Реабілітовані 1992.